# کلیسای بانوی ما آپارسیدا
کلیسای جامع معبد ملی بانوی ما آپارسیدا (پرتغالی: Catedral Basílica do Santuário Nacional de Nossa Senhora Aparecida) یک کلیسای برجسته کاتولیک رومی در آپارسیدا برزیل است. این کلیسا به بانوی ما آپارسیدا به عنوان حامی اصلی برزیل تقدیم شده‌است. این کلیسا، بزرگ‌ترین کلیسای جامع و دومین کلیسای بزرگ کاتولیک در جهان پس از کلیسای سنت پیتر در شهر واتیکان است.

## تاریخچه
این مکان ریشه در پیدا کردن مجسمه مریم مقدس دارد. طبق داستانهای سنتی محلی، در سال ۱۷۱۷ سه ماهیگیر در تلاش بودند تا مقدار زیادی ماهی را در رودخانه پارایبا برای ضیافتی به افتخار دیدار فرماندار سائوپائولو، پدرو د آلمیدا صید کنند اما علیرغم دعاهایشان، تلاش آنها بی‌نتیجه ماند تا اینکه اواخر روز، یکی از ماهیگیران تور خود را انداخت و آن را عقب کشید و مجسمه مریم مقدس را پیدا کرد. پس از تلاش بعدی، سر مجسمه را پیدا کرد. این گروه مجسمه را تمیز کردند، آن را در پارچه پیچیدند و به کار خود بازگشتند و دیدند ثروت آنها تغییر کرده و آنها می‌توانند تمام ماهی‌های مورد نیاز خود را صید کنند. اعتقاد بر این است که این مجسمه کار فری آگوستینو د عیسی، راهبی ساکن سائوپائولو است.

## کلیسای جدید

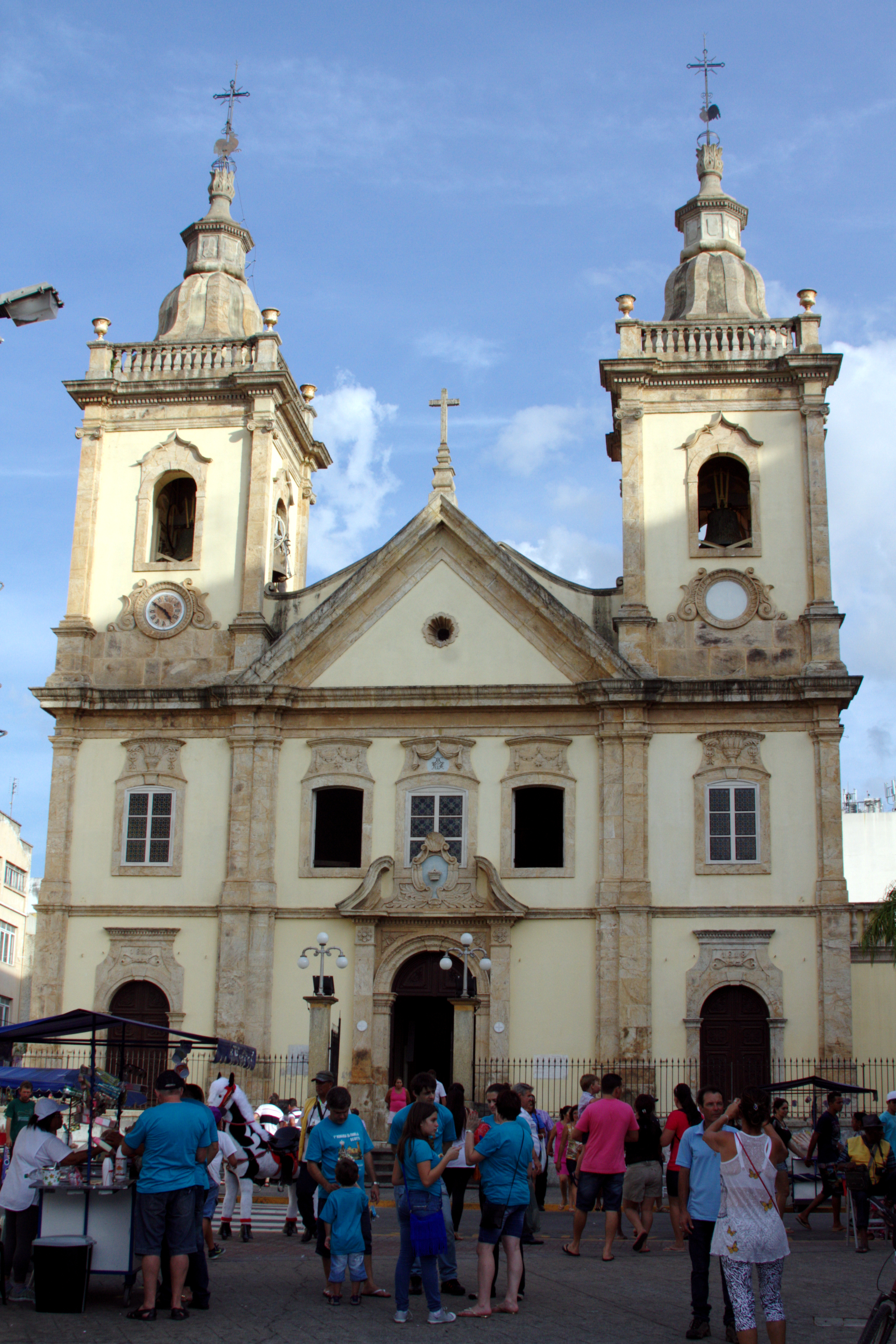
نمای قدیمی باسیلیکا

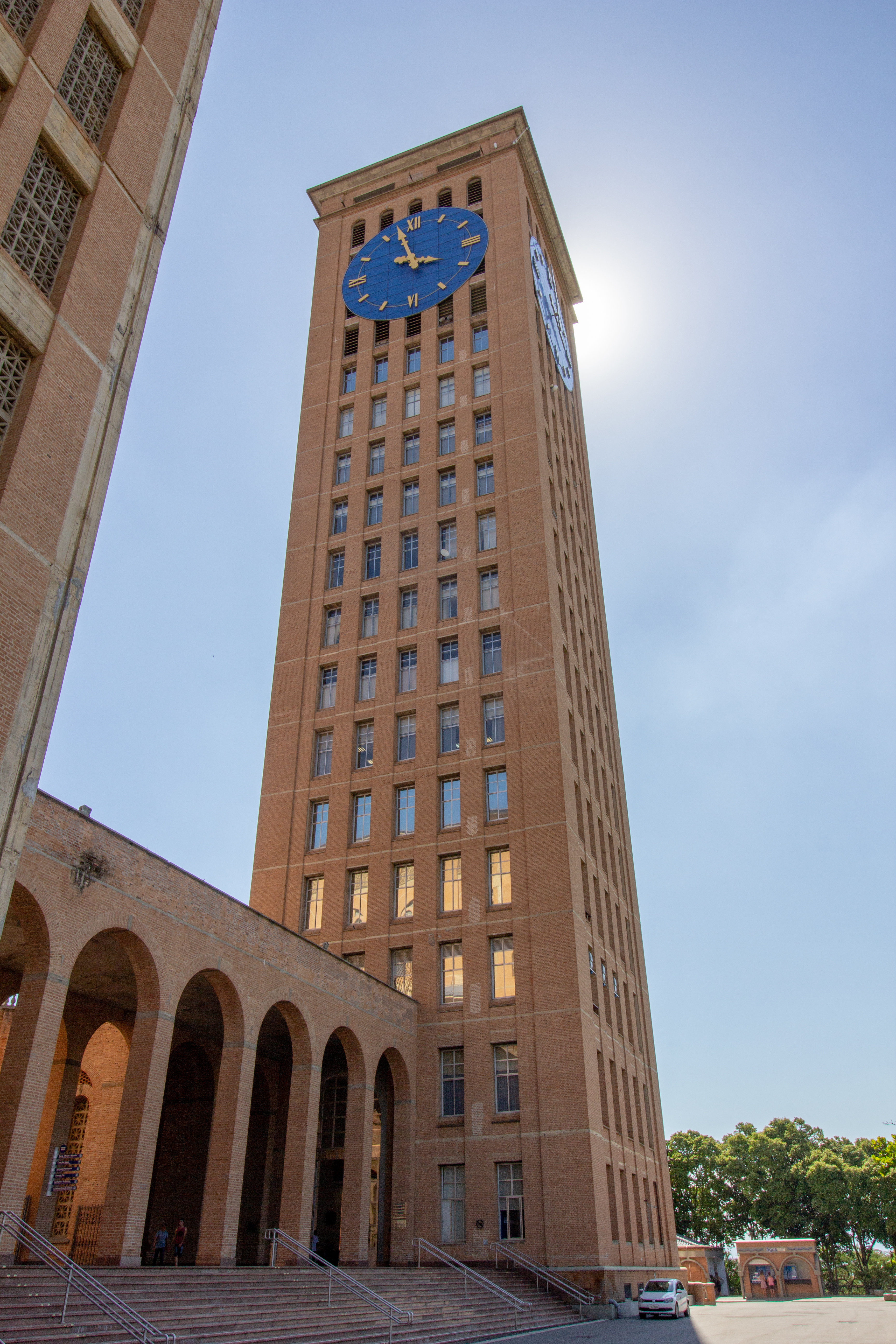
برج بازیلیکا

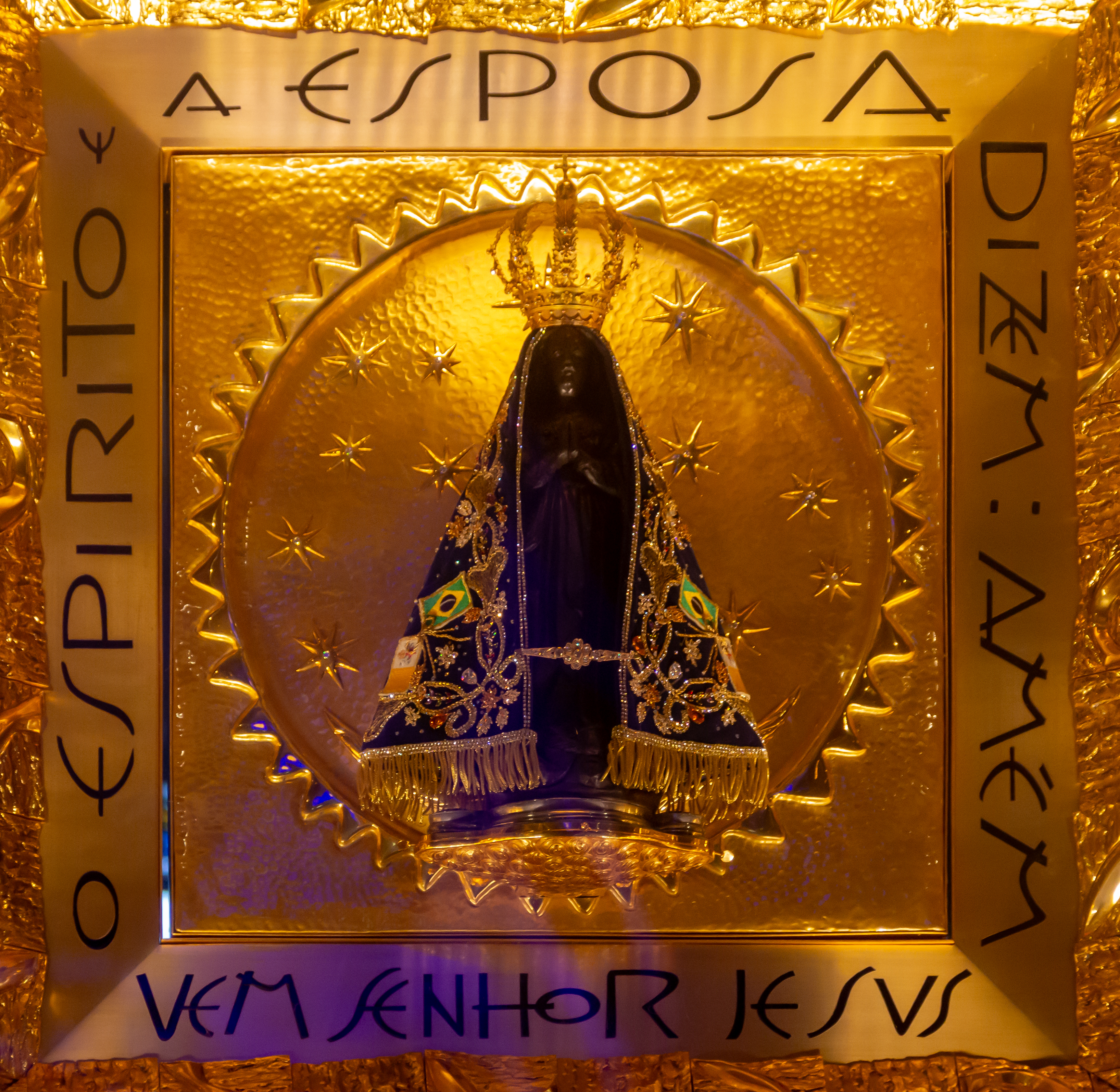
تصویر اصلی از بانوی ما از آپارسیدا در نمایشگاه دائمی آن در داخل باسیلیکا

معماری که طراح این پروژه بود بندیتو کالیکستو نتو نام داشت و در سال ۱۹۵۵ ساخت کلیسای جدید آغاز شد. این سازه به سبک احیای رمانسک است و به شکل یک صلیب یونانی با بازوهایی به طول ۱۸۸ متر (۶۱۷ فوت) و عرض ۱۸۳ متر (۶۰۰ فوت) است. ارتفاع گنبد ۷۰ متر (۲۳۰ فوت) است و ارتفاع برج آن به ۱۰۹ متر (۳۵۸ فوت) می‌رسد. مساحت این کلیسا ۲۳٬۲۲۶ متر مربع (۲۵۰٬۰۰۰ فوت مربع) است. کلیسای اصلی می‌تواند ۱۰۰۰۰۰ نفر را در خود جای دهد که در طول جشن‌های خارجی می‌تواند به ۱۰۰۰۰۰ نفر افزایش یابد. محوطه آن شامل یک مرکز خرید، کلینیک پزشکی، رستوران و ۲۷۲٬۰۰۰ متر مربع (۲٬۹۳۰٬۰۰۰ فوت مربع) است پارکینگ آن ظرفیت ۴۰۰۰ اتوبوس و ۶۰۰۰ خودرو را دارد.